# Crete Senesi
De Crete Senesi is een door erosie gekenmerkte landstreek net ten zuidoosten van Siena in de Provincie Siena in Toscane, Italië. Het gebied ligt net ten zuiden van de Chianti-streek en omvat het gebied van de gemeenten  Asciano, Buonconvento, Monteroni d'Arbia, Rapolano Terme en San Giovanni d'Asso.
Bij Asciani ligt de Deserto di Accona met daarin het klooster Monte Oliveto Maggiore. De Accona Woestijn behoort tot de  badlands en heeft een jaarlijkse neerslag van maar  600 mm.
Door verwering van klei, hier bekend als Mattaione, zijn hier de zogenaamde Calanchi ontstaan. Typisch zijn de witte, enkele meters hoge heuvels, de  Biancane, zonder enige vegetatie. Door de inzet van landbouwmachines neemt het aantal Biancane af. 

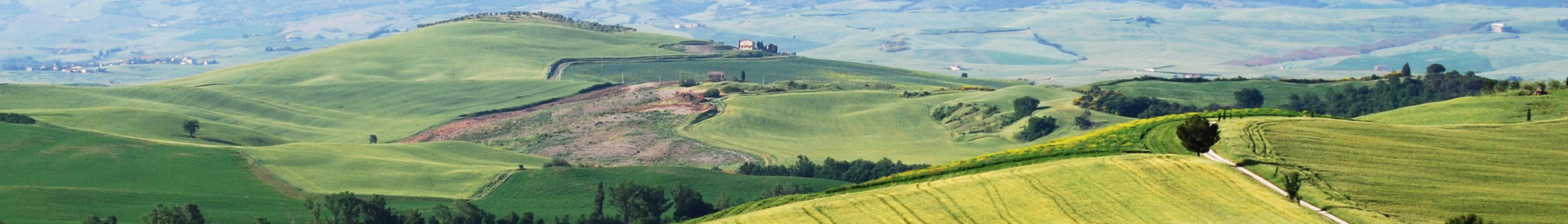
Crete Senesi

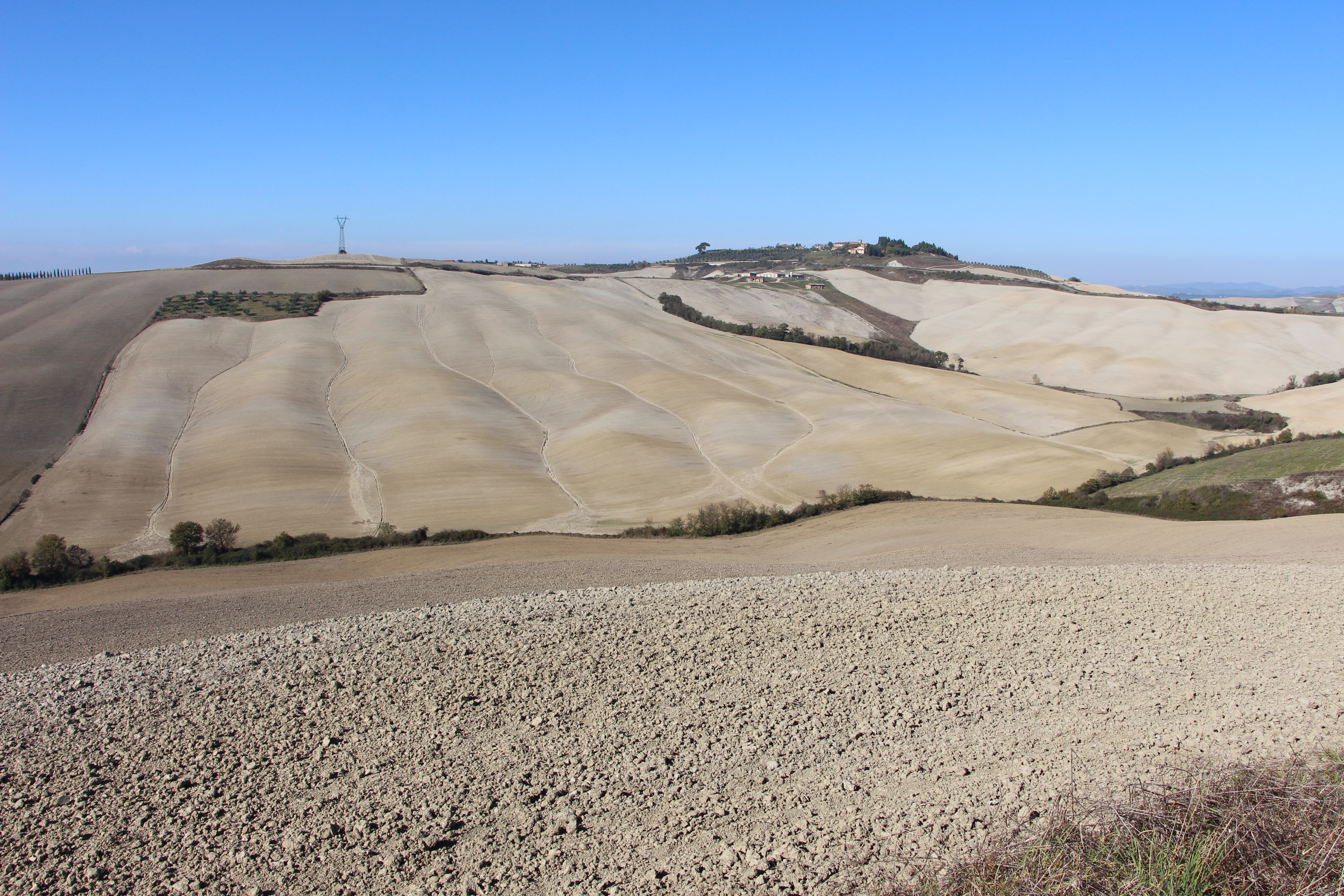
Uitzicht in de buurt van Asciani
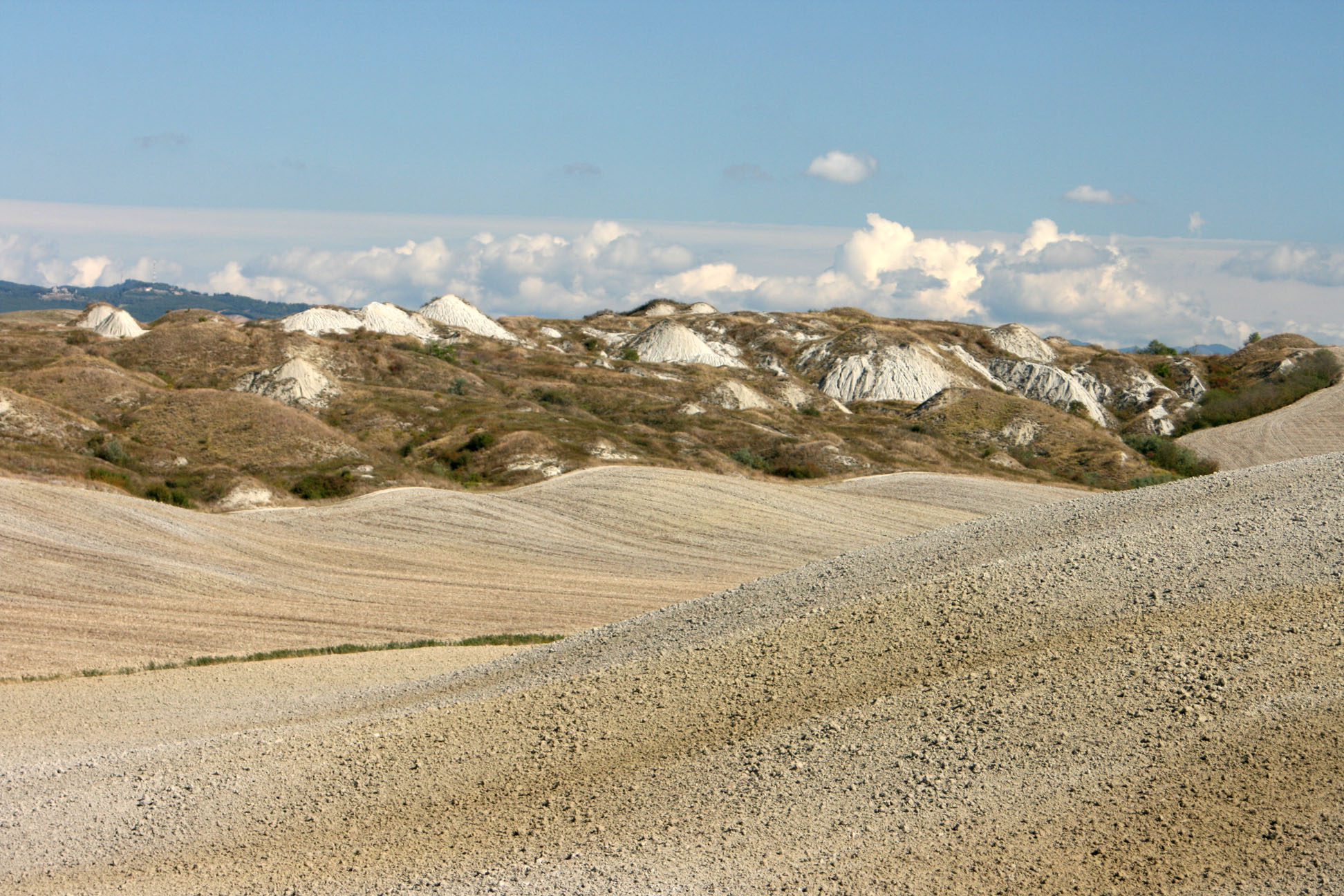
Biancane heuvels
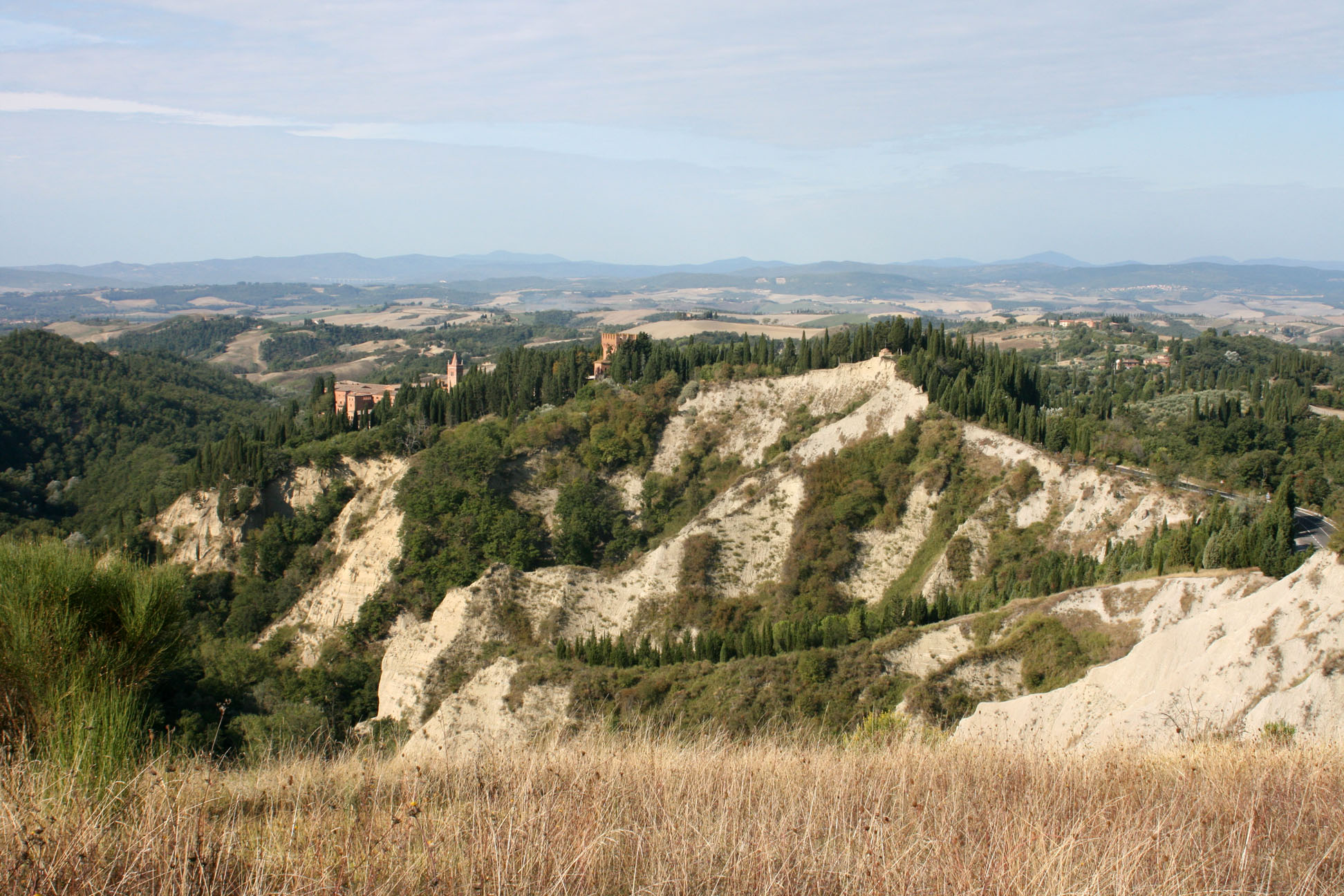
Calanchi in de Accona woestijn
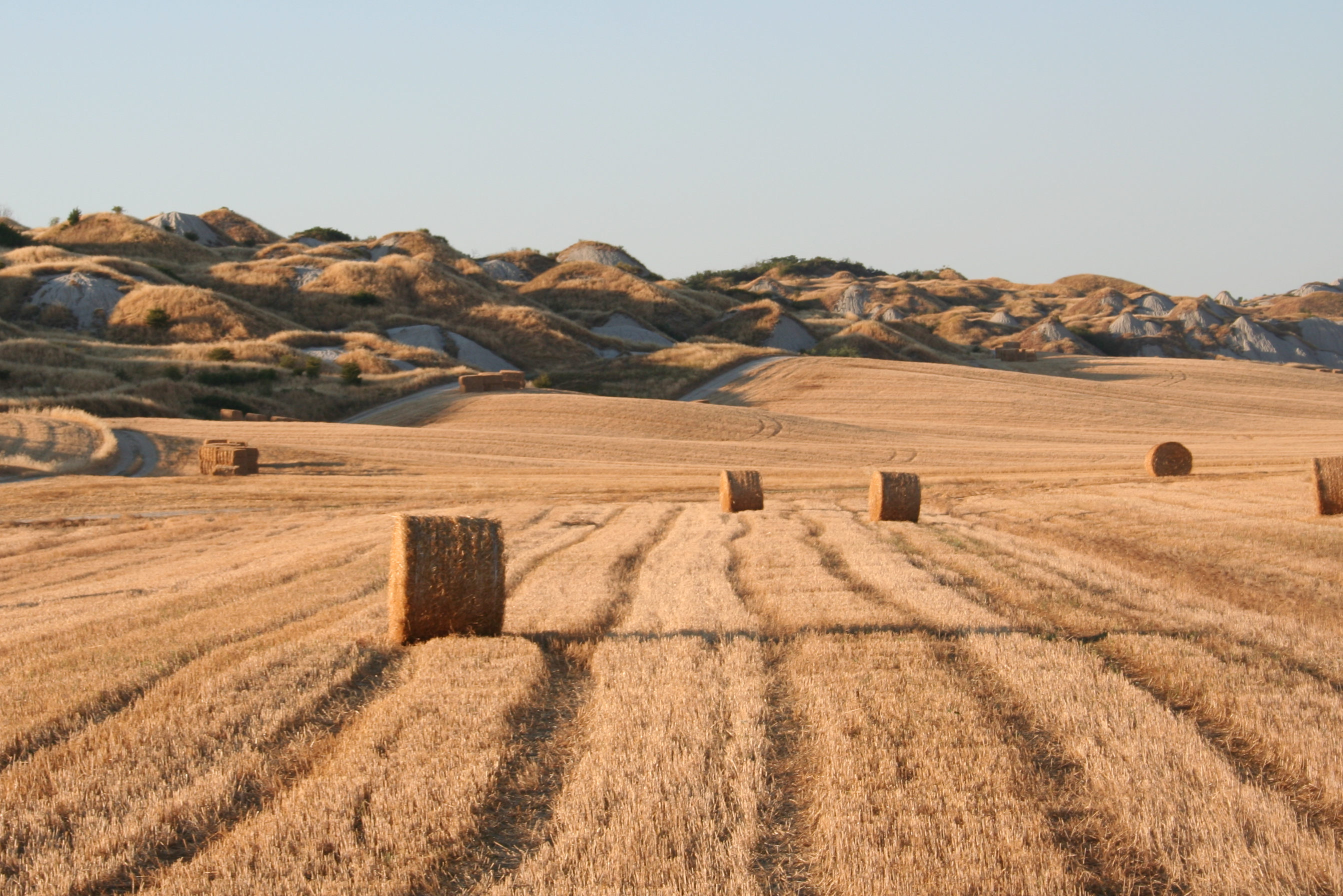
Landbouw dankzij irrigatie
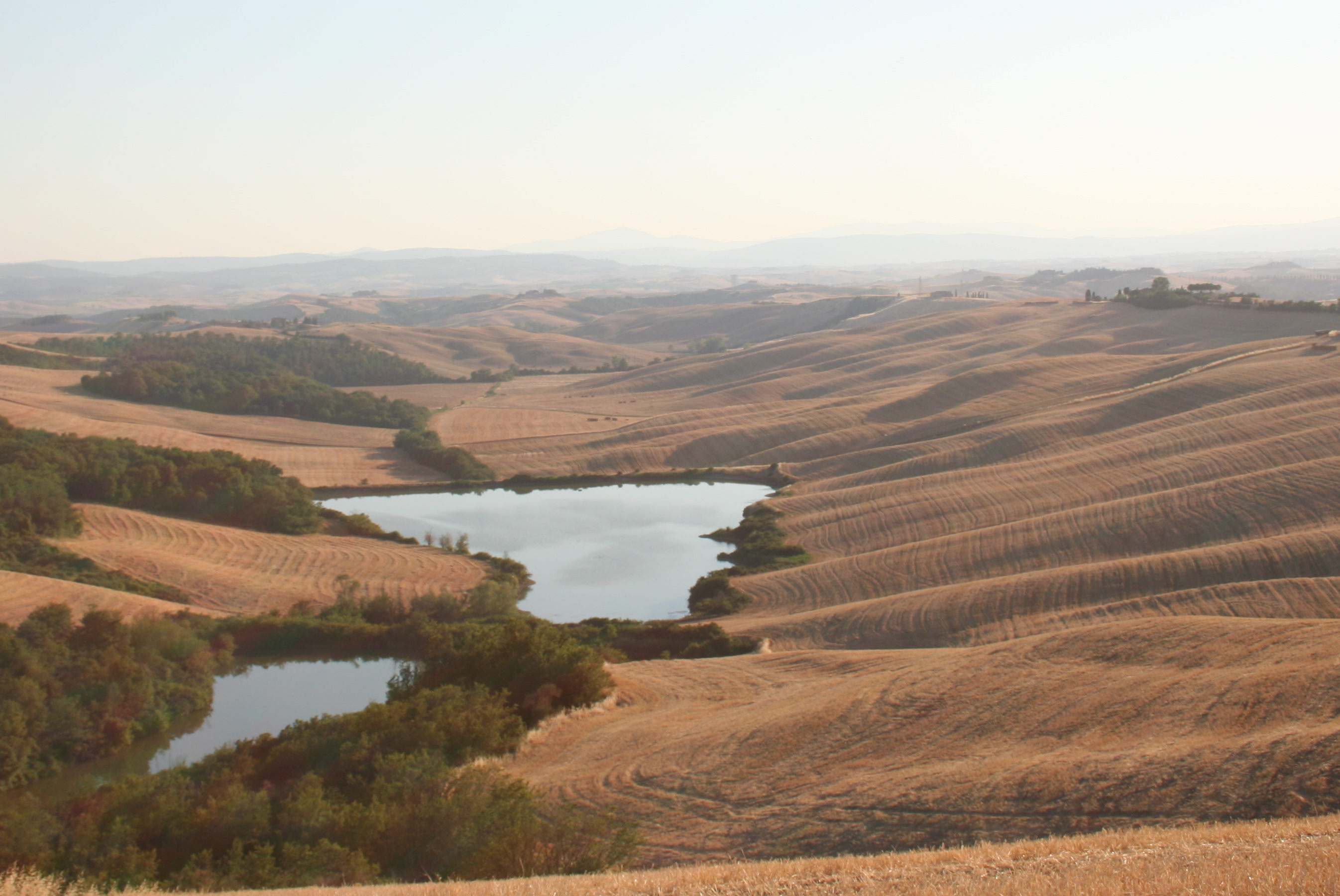
Panorama
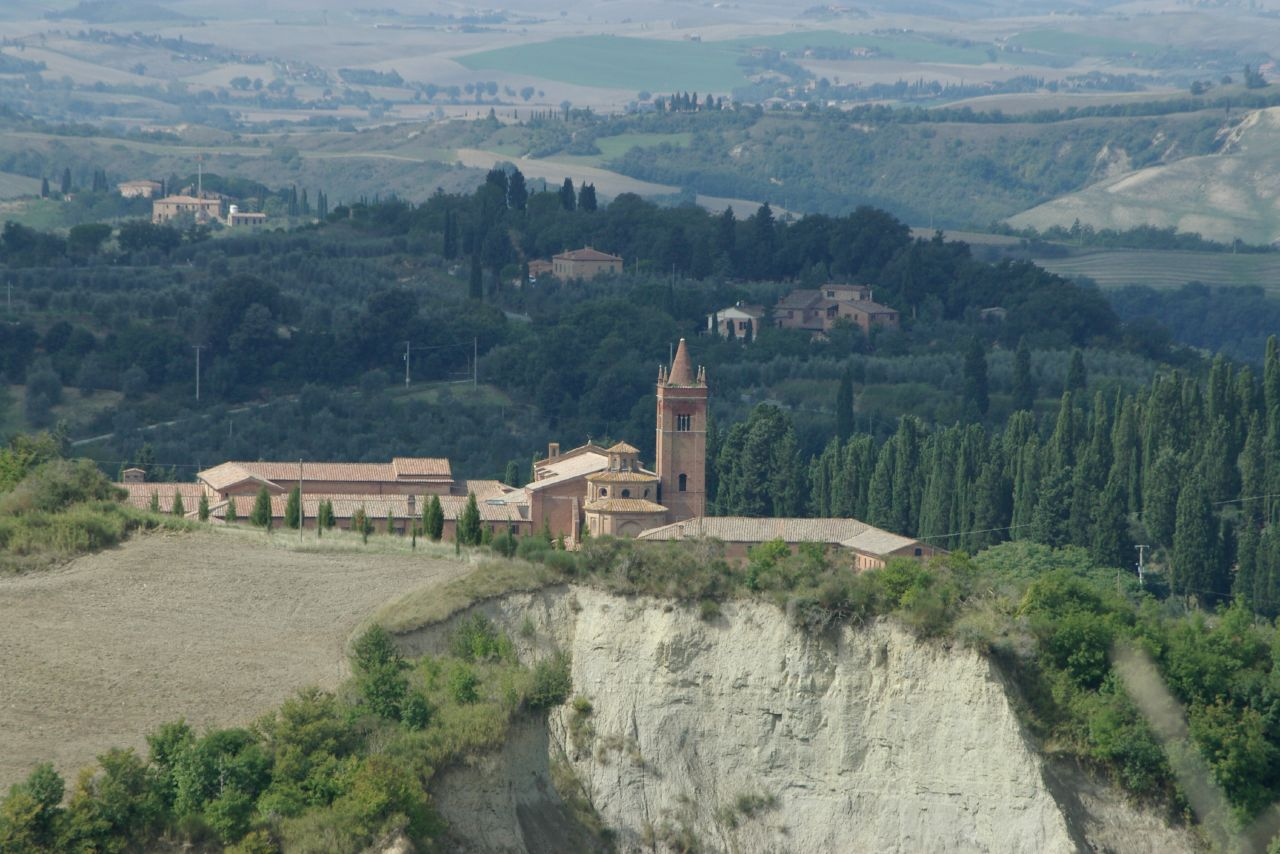
Monte Oliveto Maggiore